# Marcelo Bielsa
Pour les articles homonymes, voir Bielsa (homonymie).
Marcelo Bielsa (surnommé El Loco, « le fou »), né le 21 juillet 1955 à Rosario (Argentine), est un footballeur argentin reconverti entraîneur.
Il commence sa carrière professionnelle au Newell's Old Boys en 1976 et met fin à sa carrière en 1980 à l'Argentino de Rosario. Il intègre les Newell's Old Boys, où il se charge de la formation. Il accède à l'équipe première en 1990, avec laquelle il remporte le championnat dès sa première saison, et le tournoi de clôture l'année suivante. À l'échelle continentale, Bielsa est finaliste de la Copa Libertadores en 1992. Il remporte le Tournoi de clôture en 1998 avec le Club Atlético Vélez Sarsfield.
Il prend les rênes des sélections nationales d’Argentine (1998-2004) et du Chili (2007-2011). Avec l'Argentine, il remporte la médaille d'or de football aux Jeux Olympiques de 2004 et est finaliste de la Copa América en 2004.
Après avoir dirigé des sélections nationales, il s'expatrie en Europe où il dirige notamment l'Athletic Bilbao (2011-2013) avec lequel il est finaliste en 2012 de la Coupe d'Espagne et de la Ligue Europa, l’Olympique de Marseille (2014-2015), le LOSC Lille (2017) puis Leeds United, qu’il ramène en Premier League après 16 ans d'absence.

## Biographie

### Origine familiale
Né le 21 juillet 1955, Marcelo Alberto Bielsa Caldera est issu d'une famille aisée de Rosario, ville importante d'Argentine située à 300 kilomètres de Buenos Aires, la capitale. Fils d'un avocat réputé et d'une professeure, il a pour grand-père le juriste Rafael Bielsa, célèbre pour avoir été l'un des fondateurs du système juridique argentin. Marcelo a un frère aîné, Rafael, militant péroniste devenu par la suite avocat et ministre des Relations extérieures de 2003 à 2005, ainsi qu'une sœur cadette, María Eugenia, politicienne ayant été vice-gouverneur de la province de Santa Fe,,. Très tôt attirés par le football, son frère et lui sont depuis l'enfance des partisans du Newell's Old Boys tandis que leur père encourageait les rivaux de Rosario Central,,. Alors que ses parents rêvent qu'il fasse carrière dans le droit, il choisit de se plonger dans le football, passionné par le jeu et la tactique,.

### Le joueur
Il devient professionnel au Newell's Old Boys, et évolue en tant que défenseur. Néanmoins, des problèmes physiques et un faible niveau vont mettre court à sa carrière, qui s'arrête en 1980, à l'âge de 25 ans, avec le club d'Argentino, après un court passage à l'Instituto de Córdoba.

### L'entraîneur

#### Newell's Old Boys: les glorieux débuts
Conscient de ses limites, Bielsa entame, parallèlement à sa carrière de joueur, des études afin de devenir professeur d'EPS. Il se décide ensuite à faire carrière en tant qu'entraîneur, d'abord avec une équipe universitaire de Buenos Aires, puis naturellement à Newell's, où il s'occupe des catégories de jeunes, où il voit notamment passer sous ses ordres les futurs internationaux argentins Abel Balbo, Roberto Sensini et Gabriel Batistuta.
L'équipe première lui est ensuite confiée en 1990. Pour sa première saison, il remporte le tournoi d'ouverture du championnat d'Argentine. La performance est d'autant plus remarquable qu'il y parvient avec une équipe très jeune, symbolisée notamment par la charnière centrale, composée de Mauricio Pochettino et Fernando Gamboa, respectivement âgés de 18 et 20 ans. Après une seconde partie de saison quelconque, il est opposé en finale nationale à Boca Juniors, vainqueur du tournoi de clôture. Le match aller, qui se déroule à domicile, au Coloso del Parque, est remporté 1 à 0 par Los Leprosos, grâce à un but d'Eduardo Berizzo. Au retour, les hommes de Bielsa sont défaits sur le même score à la Bombonera. Ils finissent toutefois par triompher aux tirs au but, et sont ainsi champions d'Argentine 1991.
En revanche, la saison d'après est plus difficile. En effet, Newell's termine 18e (sur 20) du tournoi d'ouverture du championnat d'Argentine 1991. Néanmoins, l'équipe se reprend et remporte le tournoi de clôture. Après Boca, c'est River qui se dresse sur la route de Newell's en finale. Celle-ci se déroule en trois matchs : le premier, à domicile, se termine sur un 0-0, puis les deux suivants, tous à l'extérieur, sont perdus (1-0, 3-2). En guise de consolation, ils se qualifient pour la Copa Libertadores 1993 après une victoire en match de barrage face au Vélez Sársfield.
Qualifiés pour l'édition 1992 de la Copa Libertadores, Newell's termine premier de son groupe, malgré une humiliation 0-6 face à San Lorenzo au Coloso del Parque. Le club brille en phase finale, éliminant tour à tour les uruguayens du Defensor SC (1-1, 1-0), leurs compatriotes de San Lorenzo (4-0, 1-1), puis les Colombiens de l'América Cali (1-1, 1-1, 11-10 t.a.b). Opposés à l'équipe brésilienne de São Paulo en finale, chacune l'emporta à domicile sur le même score de 1-0. Aux tirs au but, c'est l'équipe de Telê Santana qui triomphe par 3 pénalties à 2.
Au terme de la saison 1991-1992, Bielsa choisit de quitter ses fonctions, après avoir remporté trois titres et atteint une finale continentale. Bien que relativement bref (2 ans), son passage marqua profondément Newell's, et c'est pourquoi, en 2009, le club lui rend l'ultime hommage en renommant le Coloso Del Parque en Estadio Marcelo Bielsa.

#### L'aventure mexicaine
À l'été 1992, il rejoint le club mexicain du CF Atlas, où il prend la charge du centre de formation. Bielsa ne se contente pas de former les joueurs : il forme aussi leurs formateurs. Il s'entoure également d'une équipe de recruteurs chargés de sillonner tout le pays afin de faire signer les plus grands espoirs mexicains. Néanmoins, le limogeage de son compatriote Mario Zanabria le propulse sur le banc de touche du club. L'association prend subitement fin en 1994, après une altercation avec un préparateur physique. Malgré l'absence de résultats, l'Atlas reconnut que la restructuration du club opérée par Marcelo Bielsa lui fut grandement bénéfique.
Après une année sabbatique, il retourne au Mexique en rejoignant le Club América, club phare du pays. Malgré un excellent début (le club est champion d'automne), il est limogé après trois défaites de rang, bien que l'América soit déjà qualifié pour la Liguilla, les playoffs du championnat mexicain.
Sportivement, ces deux passages peuvent être considérés comme des échecs (surtout au Club América). Il ne fit d'ailleurs jamais une saison complète dans les deux clubs.

#### Vélez Sarsfield, le retour triomphant
Après un nouveau retrait d'un an, Bielsa reprend du service en 1997, avec les Argentins du Vélez Sarsfield. Il y retrouve le succès en remportant le tournoi de clôture du championnat d'Argentine 1998, et finissant premier au classement cumulé.

#### Passage éclair à l'Espanyol
Fort de ce nouveau succès, il traverse l'Atlantique en signant au RCD Espanyol de Barcelone en 1998. Mais il quitte le club catalan au bout de seulement douze matches afin de réaliser son rêve : prendre la direction de l'équipe nationale d'Argentine.

#### La sélection argentine et l'or olympique
En septembre 1998, il signe donc pour quatre ans avec la fédération argentine afin d'assurer la succession de Daniel Passarella, à la suite de l'élimination de l'Argentine en quarts de finale de la Coupe du monde.
Sa première échéance est la Copa América, en 1999. L'Argentine n'y brille pas, sans pour autant être mauvaise : elle est éliminée en quarts de finale, par le Brésil (1-2). Elle ne participe pas à l'édition 2001, en Colombie, à la suite de menaces terroristes qu'auraient reçues certains joueurs argentins.
L'équipe se qualifie aisément pour le Mondial 2002 (13 victoires en 18 rencontres, 43 points et 42 buts inscrits), et s'impose comme l'une des meilleures équipes du monde, tant qualitativement que quantitativement, avec moult joueurs de grande classe (Gabriel Batistuta, Hernán Crespo, Juan Sebastián Verón, Ariel Ortega, etc.), et un jeu flamboyant. Bielsa remporta même le titre de meilleur sélectionneur national du monde en 2001. L'Argentine est ainsi l'une des grandes favorites de la compétition, et ce malgré une poule relevée (Angleterre, Nigéria, Suède). Mais elle tomba de (très) haut en échouant dès le premier tour (victoire 1-0 face au Nigéria, défaite 0-1 devant l'Angleterre, et match nul 1-1 contre la Suède).
Au regard des grands espoirs fondés par cette équipe, cette élimination prématurée fut un véritable traumatisme, et Bielsa subit une avalanche de critiques. Pourtant, il fut tout de même reconduit dans ses fonctions, et en profita pour obtenir deux résultats majeurs : une finale de Copa América, perdue contre le Brésil (2-2, 2-4 t.a.b) ; une médaille d'or aux Jeux olympiques d'Athènes, succès inédit pour le football argentin. C'est finalement à la surprise générale qu'El Loco démissionne de son poste à la rentrée 2004, après un succès 3-1 au Pérou en qualifications pour la Coupe du monde 2006.

#### La sélection chilienne et un brillant retour aux affaires

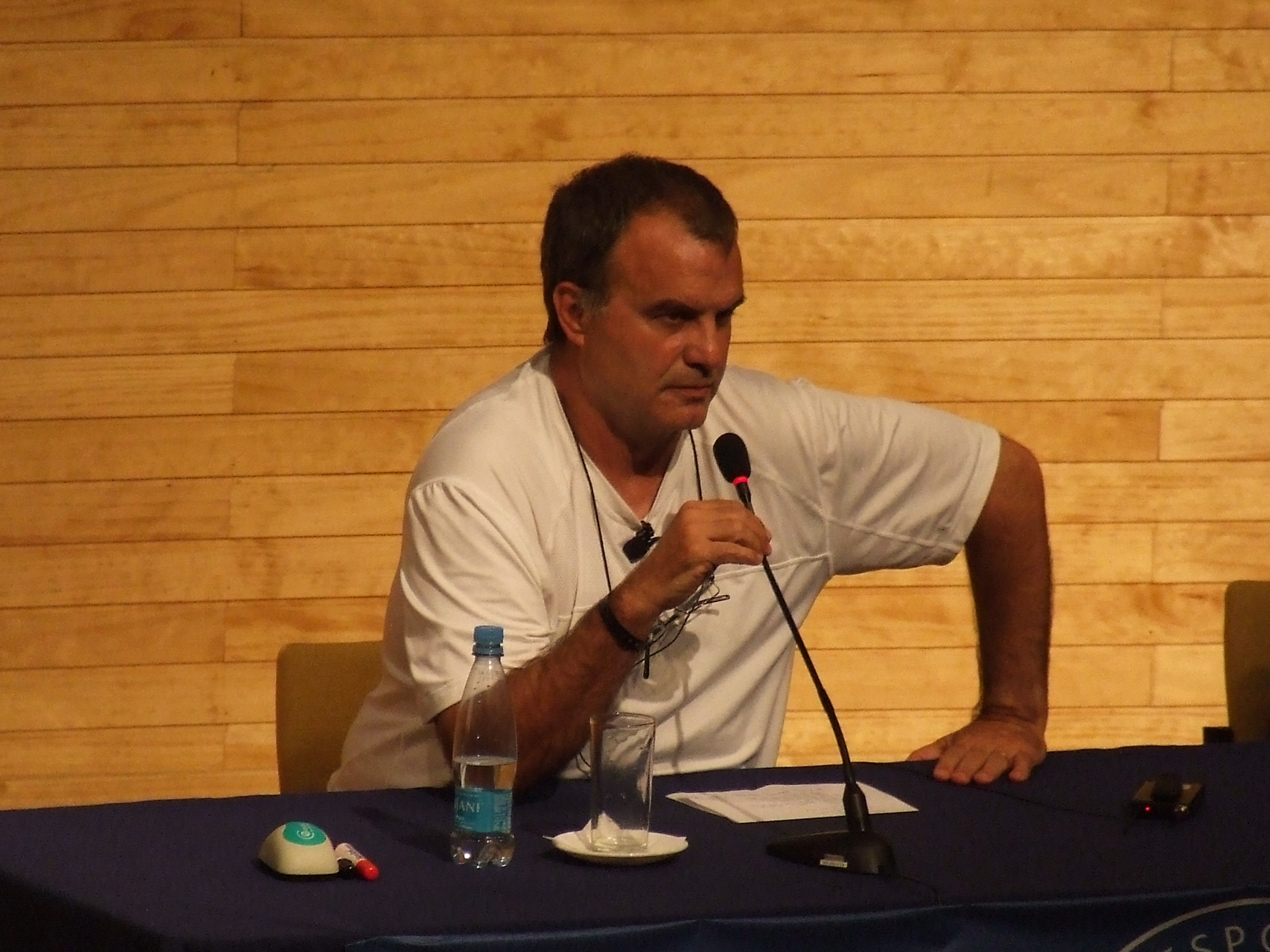
Marcelo Bielsa en 2009.

Le 10 août 2007, il reprend en main l'équipe du Chili, remplaçant Nelson Acosta. Il réorganise l'ensemble des sélections nationales et la formation des jeunes et instaure un schéma osé en 3-4-3 avec l'idée d'aligner « un défenseur de plus qu'il n'y a d'attaquants adverses ». Il qualifie ainsi la sélection pour la coupe du monde 2010. Dans le groupe H, le Chili se retrouve avec la Suisse, le Honduras et surtout l'Espagne, alors championne d'Europe en titre. Le Chili est éliminé en 8e de finale face au Brésil. À la suite du changement de président à la fédération chilienne, dû à une fronde des clubs chiliens les plus riches contre la sélection, il décide de démissionner le 4 février 2011 malgré le soutien du public.

#### Arrivée à l'Athletic Bilbao
Le 7 juillet 2011, il est désigné nouvel entraineur de l'Athletic Bilbao, à la suite de la victoire de Josu Urrutia, lors des élections présidentielles organisées par le club basque, et ce malgré les bons résultats de son prédécesseur Joaquín Caparrós qui avait atteint la finale de la coupe d'Espagne et la 6e place de la Liga. Il a pour principale mission de changer la philosophie de jeu basque, en effet le club a été fondé par des Anglais et pratique donc traditionnellement un jeu direct proche du kick and rush britannique,. Mais son goût pour le football offensif peine à prendre du côté de San Mamés, ses débuts en championnat sont en effet très compliqués et il ne décroche que deux points durant les cinq premières journées. Il est tout de même soutenu, notamment par son prédécesseur :

« Il faut donner du temps à Marcelo Bielsa, c’est un entraîneur qui a fait des choses tellement importantes dans le football. En tant que socio de l’Athletic, j’espère et je souhaite que tout aille mieux. Nous devons soutenir l’entraîneur. Je suis sûr qu’avec de bons supporteurs, de bons footballeurs et un bon technicien, l’Athletic sera à la fin en haut du classement. »

— Joaquín Caparrós, le 22 septembre 2011.
Bielsa reconnaît les difficultés de son équipe mais croit tout de même en l'avenir :

« Il est vrai que nous avons pour l'instant du mal à remporter nos matchs. [...] Notre attaque est encore poussive. Mais je vois de nets progrès. Notre dernier match contre Villarreal est ainsi notre meilleure prestation jusqu'à présent. »

— Marcelo Bielsa, le 24 septembre 2011.
En difficulté en championnat, Bilbao demeure toutefois intraitable en Ligue Europa, comme le démontre sa victoire deux à zéro face à un Paris Saint-Germain pourtant dominateur en Ligue 1.
Les hommes de Bielsa réalisent ensuite une remontée au classement en automne avec quatre victoires et trois nuls, en battant notamment le Club Atlético de Madrid 3 buts à 0, atteignant ainsi la septième place du classement à l'issue de la 12e journée de championnat. Il se base sur un 3-4-3 et fait de Javi Martínez, Ander Iturraspe, Ander Herrera et Markel Susaeta ses hommes forts au milieu de terrain, avec en attaque Óscar de Marcos et la révélation Iker Muniain en soutien de Fernando Llorente. Mais le point d'orgue de cette série positive est le match face au champion en titre, le FC Barcelone, le 7 novembre 2011. En effet les Basques dominent les Catalans dans le jeu et mènent deux à un à la 80e minute grâce à des buts d'Ander Herrera et Gerard Piqué contre son camp, Cesc Fàbregas étant le buteur blaugrana. Toutefois, Lionel Messi arrache le nul dans les arrêts de jeu. L'entraîneur barcelonais, Pep Guardiola, déclarera à l'issue de la rencontre :

« Je suis vraiment fier de mes joueurs. Je veux aussi féliciter l'Athletic Bilbao. Tout le monde a profité de ce grand spectacle grâce à 22 joueurs excellents. C'est l'un des meilleurs matches auxquels j'ai assisté. Voilà ce qui arrive quand les deux équipes se battent pour gagner. Le vainqueur était le public. C'était vraiment du grand football. »

— Pep Guardiola, le 7 novembre 2011.
L'Athletic Bilbao atteint la finale de la Ligue Europa qu'il perd 3-0 face à l'Atlético de Madrid. Le technicien argentin s'estime responsable de cette défaite. Le club atteint également la finale de la Coupe d'Espagne après sa victoire en demi-finale face au CD Mirandés. En finale, le 25 mai 2012, l'Athletic Bilbao perd 3 à 0 face au FC Barcelone de Pep Guardiola. Le 3 juin 2012, Bielsa renouvelle son contrat avec l'Athletic Bilbao jusqu'en juin 2013.
La seconde saison de l'entraîneur argentin sur le banc de l'équipe basque est délicate. Dès la préparation d'avant-saison, il connaît une altercation avec le chef de chantier de la rénovation du centre d’entrainement du club, coupable selon Marcelo Bielsa de ne pas avoir respecté les délais de livraison d'un des secteurs du centre. Sur le plan sportif, il décide de se passer de son attaquant vedette Fernando Llorente pourtant auteur de 16 buts en championnat en 2011-2012, mais désireux de quitter son club formateur et refusant de prolonger son contrat. Cette mise au banc conjuguée au départ de Javi Martínez pour le Bayern Munich fragilise l'équipe qui peine à confirmer ses bonnes prestations de la saison passée. Les résultats en pâtissent puisque le club termine péniblement à la douzième place, il est éliminé en coupe du Roi dès son entrée en lice face au SD Eibar, pensionnaire de troisième division et ne peut faire mieux qu'une troisième place dans un groupe de Ligue Europa abordable. À l'issue de la saison, Marcelo Bielsa se retire de son poste d'entraîneur de l'Athletic Bilbao.

#### À l'Olympique de Marseille

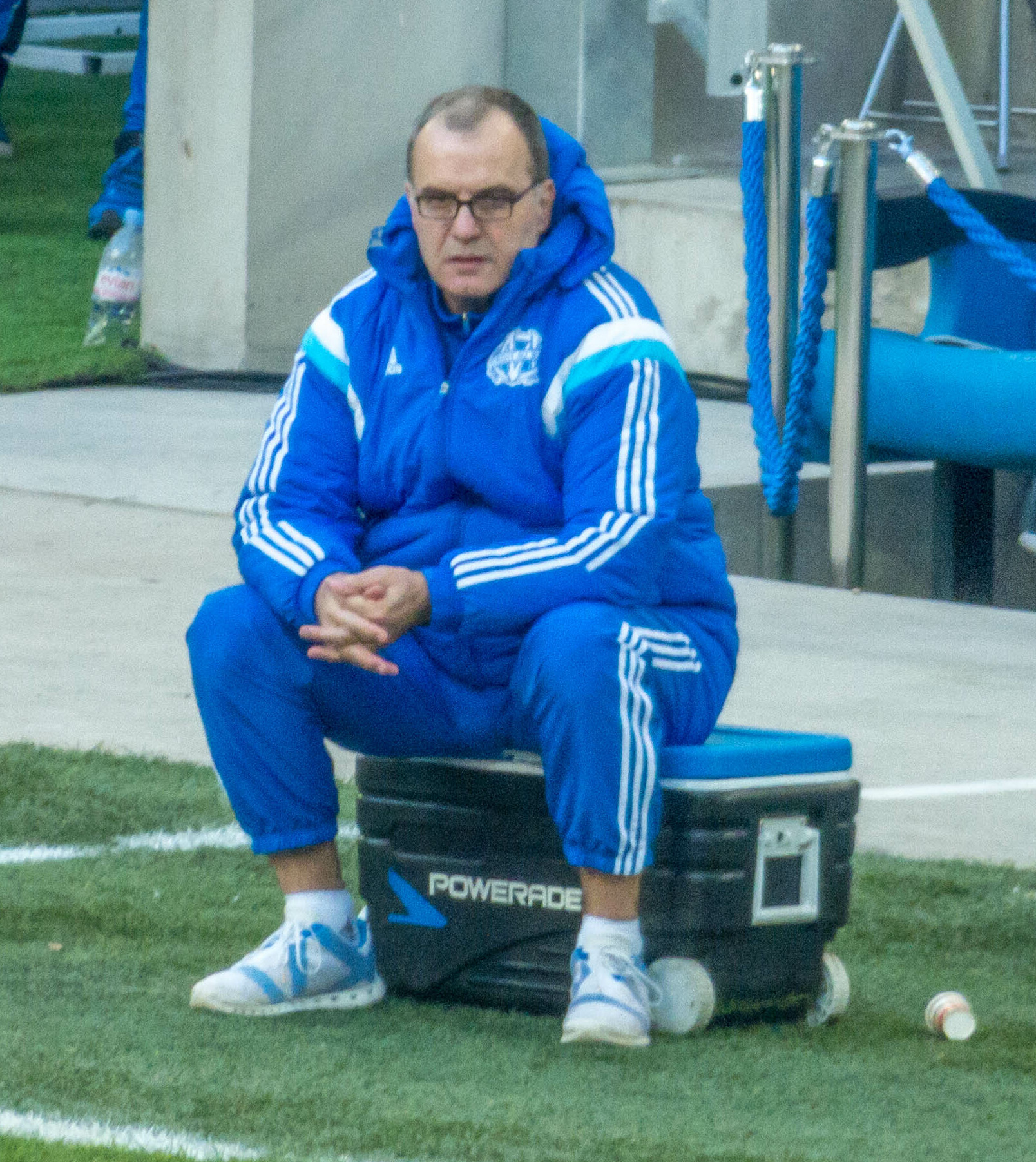
Marcelo Bielsa entraîneur de l'Olympique de Marseille en 2015.

Le 2 mai 2014, le président de l'Olympique de Marseille Vincent Labrune annonce sur RMC la signature de Marcelo Bielsa pour deux saisons.
Après un début de championnat hésitant sur le plan comptable et des mots durs prononcés en conférence de presse par l'entraineur argentin à l'égard du président Vincent Labrune, que Marcelo Bielsa accuse de ne pas avoir respecté toutes les promesses faites à sa signature, l'OM enchaîne huit victoires consécutives qui le propulsent en tête du championnat de ligue 1 avec sept points d'avance sur les Girondins de Bordeaux et le Paris Saint-Germain au terme de la dixième journée de championnat. Le club signe ainsi le meilleur début de saison de son histoire récente en championnat avec 25 buts inscrits en 10 matchs, notamment grâce à l'efficacité retrouvée de son attaquant André-Pierre Gignac qui réalise lui-même le meilleur début de saison de sa carrière avec 10 buts en 10 matchs. L'Olympique lyonnais met un terme à cette série de victoires, gagnant 1-0.
L'Olympique de Marseille parvient à se relancer ; malgré trois défaites face aux grosses cylindrées de Ligue 1 (PSG, OL, Monaco), il conserve la tête du championnat depuis la 7e journée de Ligue 1. En battant le Lille OSC lors de la dernière journée des matches aller, devant plus de 60 000 spectateurs à Marseille, l'OM devient champion d'automne devant l'OL et le PSG.
Marcelo Bielsa en six mois de présence au club, est devenu l'idole de cette ville en faisant pratiquer à son équipe un football offensif, audacieux et spectaculaire,.
Avec un effectif inchangé composé de jeunes joueurs (Giannelli Imbula, Florian Thauvin, Benjamin Mendy, Mario Lemina), d'expérience mais dévalués par leur précédente saison (Brice Dja Djédjé, Jérémy Morel, Rod Fanni, Dimitri Payet) associés aux Gignac, André Ayew, Nicolas Nkoulou, Steve Mandanda, il met en place un pressing très haut sur la relance adverse.
Au fil des matchs, les techniciens adverses, en donnant aux joueurs des consignes de surveillance spécifique sur Imbula et Payet, deux créateurs pourvoyeurs de décalages et de passes décisives, parviennent à troubler la créativité olympienne. L'effectif olympien est par ailleurs temporairement affaibli par le départ pour la CAN de Nkoulou et Ayew. Le début d'année 2015 voit ainsi l'équipe marquer le pas. Elle se maintient toutefois à la troisième place derrière l'Olympique lyonnais, leader du classement.
Marcelo Bielsa se fait remarquer par un comportement irréprochable vis-à-vis de l'arbitrage en général, y compris dans l'adversité. Ses conférences de presse, en dépit de la barrière de la langue, émaillées de réflexions tactiques et techniques sur le jeu, se distinguent de la conformité ambiante.
En mars 2015, Marcelo Bielsa est honoré par l'Association italienne des entraîneurs pour son football offensif et innovant ainsi que pour son professionnalisme exigeant et minutieux.
Le mois d'avril 2015 est difficile pour l'OM de Marcelo Bielsa. Le club phocéen enchaîne quatre défaites de rang qui lui font perdre la troisième place au profit de l'AS Monaco. Durant ce mois d'avril, le club olympien encaisse dix buts en seulement quatre matchs. L'OM aborde le sprint final du mois de mai avec cinq points de retard mais une victoire à Metz grâce à un doublé d'André-Pierre Gignac qui dépasse la barre des cent buts en ligue 1 à cette occasion. Le match suivant l'OM reçoit l'AS Monaco et l'emporte 2-1 avant de battre Lille à l'extérieur 4-0 et de terminer par une victoire 3-0 contre Bastia.
Le 8 août 2015, Marcelo Bielsa démissionne de son poste d'entraîneur, citant comme raison un désaccord avec la direction du club, sans lien avec la défaite de l'OM 0-1 face à Caen, ce jour même, lors de la première journée de Ligue 1. Après avoir refusé des propositions de poste tout au long du mois d'août, notamment celle de sélectionneur de l'équipe du Mexique, il décide de rentrer en Argentine.

#### Bref passage à la Lazio de Rome
Le 6 juillet 2016, Bielsa signe à la Lazio de Rome, alors qu'il y était annoncé depuis plusieurs semaines. Deux jours plus tard, il démissionne. Le club italien décide alors de le poursuivre en justice.

#### Lille OSC
Le 19 février 2017, le Lille OSC annonce la signature de Marcelo Bielsa en tant qu'entraîneur pour une durée de deux saisons à compter du 1er juillet 2017, pour apporter son expérience dans le  projet du nouveau propriétaire Gérard Lopez et remplacer Franck Passi, son ancien adjoint à l'Olympique de Marseille tout juste arrivé dans le club lillois pour y terminer la saison.
Le 22 novembre 2017, à la suite d'une succession de défaites avec Lille (alors avant-dernier de Ligue 1), il est suspendu de son poste sur décision du club. Bielsa décide de saisir la commission juridique de la LFP pour faire constater la résiliation de son contrat aux torts exclusifs du club lillois. Son contrat le liant au LOSC est officiellement rompu le 15 décembre 2017.

#### Leeds United
En juin 2018, Bielsa signe à Leeds United qui évolue en D2 anglaise. Il devient le premier entraîneur de l'histoire du club à aligner quatre victoires d'affilée pour ses premiers matches officiels à la tête de l'équipe.
Dans une saison où l'équipe de Leeds effectue un parcours remarqué, passant plusieurs journées en tête du championship, les joueurs de Marcelo Bielsa échouent finalement en demi-finale des playoffs, dans un scénario à rebondissements - victoire à l'extérieur 1-0 à l'aller et défaite à domicile 2-4 au retour - marqué par plusieurs erreurs individuelles, sous la pression de l'enjeu.
Malgré ce revers concluant la saison, Bielsa reste très populaire à Leeds, notamment auprès des supporters qui louent sa philosophie de jeu spectaculaire. Sa performance globale est jugée positive par la presse malgré le résultat final, ayant réussi à faire passer Leeds comme un potentiel qualifiable, avec une équipe pourtant très semblable à celle qui avait fini 13e la saison précédente.
L'année suivante, il permet au club de remporter le Championship et de retrouver l'élite, 16 ans après sa dernière relégation. Cela lui vaudra l'honneur d'avoir une rue à son nom dans les rues de Leeds. Pour la première saison de Bielsa à la tête du club en Premier  League, Leeds termine à la 9e place du championnat 2020-2021.
Le 27 fèvrier 2022, Bielsa est licencié au lendemain d'une cinglante défaite - la quatrième d'affilée - à domicile contre Tottenham (0-4), et alors que le club n'est que seizième de Premier League.

#### Sélection uruguayenne
Le 11 mai 2023, l'Association uruguayenne de football confirme avoir trouvé un accord avec le technicien argentin pour qu'il devienne le nouveau sélectionneur de La Celeste. Quelques semaines plus tard, il remporte son premier match avec la Celeste sur le score de 4 buts à 1 contre le Nicaragua en amical.

## Statistiques
| Club                   | Début           | Fin               | Résultats | Résultats | Résultats | Résultats | Résultats | Résultats | Résultats | Résultats | Résultats | Résultats | Résultats | Résultats |
| Club                   | Début           | Fin               | M         | V         | N         | D         | Bp        | Bc        | Diff      | Pts       | V. %      | N. %      | D. %      |           |
| ---------------------- | --------------- | ----------------- | --------- | --------- | --------- | --------- | --------- | --------- | --------- | --------- | --------- | --------- | --------- | --------- |
| Newell's Old Boys      | 1990            | 1992              | 98        | 40        | 38        | 20        | 117       | 71        | +46       | 123       | 40,82     | 38,78     | 20,41     |           |
| CF Atlas               | 1992            | 1994              | 78        | 29        | 24        | 25        | 105       | 93        | +12       | 83        | 37,18     | 30,77     | 32,05     |           |
| Club América           | 1995            | 1996              | 40        | 12        | 18        | 10        | 63        | 50        | +13       | 54        | 30        | 45        | 25        |           |
| Vélez Sarsfield        | 1997            | 1998              | 43        | 23        | 13        | 7         | 86        | 49        | +37       | 82        | 53,49     | 30,23     | 16,28     |           |
| RCD Espanyol           | 10 juillet 1998 | 19 octobre 1998   | 12        | 3         | 3         | 6         | 12        | 17        | -5        | 5         | 25        | 25        | 50        |           |
| Argentine              | 20 octobre 1998 | 15 septembre 2004 | 85        | 56        | 18        | 11        | 164       | 70        | +94       | 186       | 65,88     | 21,18     | 12,94     |           |
| Chili                  | 11 juillet 2007 | 15 septembre 2011 | 51        | 28        | 8         | 15        | 69        | 49        | +20       | 92        | 54,90     | 15,69     | 29,41     |           |
| Athletic Bilbao        | 7 juillet 2011  | 30 juin 2013      | 113       | 43        | 31        | 39        | 159       | 162       | -3        | 160       | 38,05     | 27,43     | 34,51     |           |
| Olympique de Marseille | 17 mai 2014     | 8 août 2015       | 40        | 21        | 7         | 12        | 80        | 47        | +33       | 70        | 52,50     | 17,50     | 30,00     |           |
| Lazio Rome             | 6 juillet 2016  | 8 juillet 2016    | 0         | 0         | 0         | 0         | 0         | 0         | 0         | 0         | 0         | 0         | 0         |           |
| Lille OSC              | 24 mai 2017     | 15 décembre 2017  | 13        | 3         | 3         | 7         | 12        | 19        | -7        | 12        | 23,07     | 23,07     | 53,85     |           |
| Leeds United           | 15 juin 2018    | 27 février 2022   | 170       | 81        | 30        | 59        | 274       | 238       | +36       | 273       | 47,65     | 17,65     | 34,70     |           |
| Total                  | Total           | Total             | 743       | 339       | 193       | 211       | 1 141     | 865       | +276      | 1 140     | 45,63     | 25,98     | 28,39     |           |

## Palmarès d'entraîneur

### En club
- avec Newell's Old Boys
  - Vainqueur du Championnat d'Argentine de football en 1991 et 1992.
  - Finaliste de la Copa Libertadores en 1992

- avec Vélez Sarsfield
  - Vainqueur du Tournoi de clôture en 1998

- avec l'Athletic Bilbao
  - Finaliste de la Ligue Europa en 2012.
  - Finaliste de la Coupe d'Espagne en 2012

- avec Leeds United
  - Vainqueur du championnat d'Angleterre de deuxième division en 2020.

### En sélection
- Avec l'Argentine
  - Médaille d'or aux Jeux olympiques d'été de 2004
  - Finaliste de la Copa América en 2004

- Avec l'Uruguay
  - 3e de la Copa América en 2024

## Distinctions

### Individuelles
- Meilleur entraîneur national de l'année (IFFHS) en 2001
- Meilleur sélectionneur du Chili de l'année en 2009
- Entraîneur de l'année en Amérique du Sud en 2009
- Médaille du bicentenaire en 2010
- Premio Konex Diplôme d'entraîneur de mérite de la décennie 2001-2010[42] en 2010
- Meilleur entraîneur de la Liga espagnole pour l'UEFA[43] en 2012
- Meilleur entraîneur de la Ligue 1 française pour l'UEFA[44] en 2015
- Élu entraineur du mois du Championnat d'Angleterre en aout 2018 et novembre 2019 avec Leeds United
- Prix du Fair Play de la FIFA[Note 1] en 2019
- Entraîneur de l'année du championnat d'Angleterre de deuxième division en 2020[45].
- 3e meilleur entraîneur mondial de l'année en 2020 The Best FIFA Football Awards

### Collectives
- Équipe Amérique du sud France Football avec l'équipe d'Argentine en 2000, 2001 et 2003

## Reconnaissance et hommages
L'une des rues de Leeds a été rebaptisée en l'honneur de Marcelo Bielsa. L'une des rues de la ville jusqu'à la fin du mois de juillet s'appellera Marcelo Bielsa Way.